# Flattr
Flattr war ein schwedischer Social-Payment-Service-Anbieter, der im März 2010 von Peter Sunde und Linus Olsson gestartet wurde. Der Dienst wurde am 8. Januar 2024 eingestellt.
Der Name Flattr setzt sich zusammen aus dem Begriff Flatrate (Pauschalgebühr) und dem englischen Verb to flatter (jemandem schmeicheln).

## Geschichte
Flattr war ein Projekt, das von Peter Sunde und Linus Olsson gestartet wurde. Nutzer spendeten einen monatlichen Betrag (derzeit mindestens 3 USD), der auf Websites und Plattformen aufgeteilt wurde, die durch Flattrs Browser-Erweiterung „geflattrd“ wurden. „Es geht darum, es Menschen zu erleichtern, nicht nur Inhalte zu teilen, sondern auch Geld dafür zu zahlen – jeweils mit Bezug auf die Inhalte.“, so Sunde.
In der ersten Version von Flattr war es nötig, dass Nutzer auf Websites auf einen Flattr-Button klicken, wenn ihnen der Inhalt gefällt.
Im März 2010 wurde Flattr in einer geschlossenen Beta-Version getestet, die Beta-Codes wurden anhand einer Warteliste vergeben. Zusätzlich konnte jeder aktive Nutzer bis zu drei Beta-Codes generieren. Seit dem 12. August 2010 war Flattr allgemein zugänglich.
Flattr verbreitete sich in der Startphase vor allem in den deutschsprachigen Ländern. Im Jahr 2010 war der meist geflattrte Textbeitrag der Artikel „Der Terror ist da, das Müsli ist alle“ von Ranga Yogeshwar. Die höchsten Einnahmen zu Beginn der Flattr-Einführung erzielte die tageszeitung (taz): Sie nahm im Juni 2010 durch 5.590 Flattr-Klicks zusammen 988,50 Euro ein. Die tageszeitung hat am 20. Mai 2010 Flattr in ihrem Online-Auftritt implementiert und ist damit eine der wenigen Vertreter der klassischen Medien, die Flattr bereits in der Beta-Phase nutzten. Zu diesem Schritt entschied sich die Zeitung nach eigenen Angaben auch, um den Dienst zu unterstützen. Bis Ende des Jahres 2010 stiegen die Einnahmen der taz durch Flattr auf 1.846 Euro im November und 1.312 Euro im Dezember. Besonders häufig geflattrt wurde auch der Podcaster Tim Pritlove, der durch flattr im Jahr 2012 bis zu 2500 Euro im Monat verdiente.
Im Dezember 2010 erlangte Flattr große Aufmerksamkeit dadurch, dass WikiLeaks den Dienst als Möglichkeit auf seiner Website eingebunden hat, um zu spenden. Zuvor hatten MasterCard, PayPal und Visa alle Zahlungen an WikiLeaks ausgesetzt.
Im ersten Jahr war die Möglichkeit, Geld über Flattr zu erhalten, noch daran gekoppelt, dass man selber mindestens zwei Euro pro Monat geflattert hat. War kein Geld mehr für die Ausgabe vorhanden, wurde das Flattr-Konto deaktiviert. Seit dem 1. Mai 2011 nahm Flattr von dieser Politik Abstand, d. h. man kann nun auch „geflattert“ werden, ohne selber aktiv zu „flattern“.
Laut Olsson wurden bis September 2012 mehr als eine Million Mikro-Zahlungen durch den Dienst abgewickelt. Das durchschnittliche Budget der Nutzer lag bei 4,50 Euro im Monat. Wie viele Teilnehmer es bis dahin gab und wie hoch der Umsatz war, wurde hingegen nicht bekanntgegeben.
Am 16. April 2013 kündigte Twitter an, dass es Flattr-Benutzern zukünftig nicht mehr erlaubt, Tweets durch favorisieren zu flattrn, da dies zu kommerziellen Verwechslungen und Verwirrungen der Nutzer führen könnte.
Im Mai 2016 schloss sich Flattr mit dem Entwickler der Ad-Blocking-Browser-Erweiterung Adblock Plus zusammen, um Flattr Plus zu entwickeln, einen Service, der es Nutzern ermöglicht, automatisch ein bestimmtes monatliches Budget an Web-Publisher zu verteilen. Der Service wurde als eine Möglichkeit für Nutzer konzipiert, Online-Publisher alternativ zur Werbung zu unterstützen.
Am 5. April 2017 gab die eyeo GmbH bekannt, dass sie Flattr für einen nicht genannten Betrag erworben hat. Die eyeo GmbH ist Anbieter des Werbeblockers Adblock Plus. Flattr kündigte auch eine Beta-Version einer überarbeiteten „Zero-Click“-Version des Dienstes an, die an das Flattr Plus-Konzept angelehnt war.
Am 24. Oktober 2017 kündigte Flattr die Veröffentlichung von “Flattr 2.0” an. Diese Version von Flattr funktioniert als Zero-Click-Service für das automatische flattrn von Inhalten im Web und auf verschiedenen Plattformen. Um Spenden durch flattrs erhalten zu können, müssen Ersteller von Inhalten ihre Websites oder unterstützten Plattformen verlinken.
Am 8. Januar 2024 verkündet Flattr mittels Nachricht auf der Webseite des Dienstes die Einstellung des Dienstes nach 14 Jahren. Ein Grund wird dort nicht genannt.

## Unterstützte Plattformen
Flattr 2.0 kann über einen Meta-Tag auf Websites eingesetzt werden und unterstützt verschiedene Creator-Plattformen. YouTube, WordPress, Vimeo, Twitter, Twitch, SoundCloud, GitHub, 500px, Instagram, Medium und Flickr werden derzeit unterstützt.

## Gebühren
Flattr verlangte 2010 für die Nutzung Gebühren in Höhe von 10 %. Dazu kamen gegebenenfalls Gebühren des jeweiligen Bezahldienstes.
Flattr hat im September 2012 die Gebühren für das Aufladen des Guthabens durch Konsumenten abgeschafft. Seitdem wurde nur noch die 10-%-Gebühr von Produzenten erhoben.
Am 14. Februar 2018 hat Flattr angekündigt, ab sofort keine Gebühren mehr zu verlangen. Lediglich für die Auszahlungen von erhaltenen Spenden fallen für Ersteller von Inhalten nach wie vor 3 USD pro Auszahlung an.
Flattr verlangte von den Empfängern eine monatliche Gebühr in Höhe von 10 % und 3 USD pro Auszahlung.

## Alternative
Neben Flattr war Kachingle ein Versuch der Einführung eines Social-Payment-Services für Internet-Medienanbieter.

## Unternehmensangelegenheiten
Im Jahr 2012 erhielt Flattr 1,6 Millionen Euro Fördermittel von Passion Capital Investments, LLP und Federico Pirzio-Biroli.
Im Rahmen der Zusammenarbeit mit Flattr hat die eyeo GmbH auch in Flattr investiert.

## Kritik
- Die anfangs erhobenen Gebühren wurden mit 10 % im Vergleich zu anderen Online-Bezahldiensten als hoch empfunden.
- Da es in der Anfangsphase keine Trennung zwischen Inhalte-Produzenten und Inhalte-Konsumenten gab, mussten auch Inhalte-Produzenten mindestens 2 Euro pro Monat bezahlen. Dies hätte zu einer Umverteilung von den kleineren Anbietern zu größeren führen können und somit Unterschiede verstärkt.[25] Seit dem 1. Mai 2011 gilt diese Regelung nicht mehr.[26]
- Der Gesamtbetrag der Spenden pro Monat auf dem Spendenkonto eines Spenders war zwischenzeitlich auf 50 Euro begrenzt.
- Laut Olsson wurden alle Passdaten eines flattr-Empfängers online für unbegrenzte Zeit gespeichert.

## Auszeichnungen
- Best New Startup 2010 – TechCrunch Europe[27]
- Hoola Bandoola Band Award 2011[28]